# جورج سیر
جورج سیر (به انگلیسی: George Sear) (زاده ۱۴ نوامبر ۱۹۹۷ در انگلیس) بازیگر بریتانیایی است که بیشتر به دلیل بازی در نقش بنجی در سریال با عشق، ویکتور هولو شناخته می‌شود.

## زندگی
سیر بازیگری خود را از ۱۱ سالگی آغاز کرد. وی اولین نقش خود را در نمایش در انتظار گودو بازی کرد. برای مدت طولانی او به‌طور منظم در تئاتر رویال در نیوکاسل بازی می‌کرد. سیر اولین حضور تلویزیونی خود را در سال ۲۰۰۹ در سریال بیل در نقش نواه موریس انجام داد. او همچنین از سال ۲۰۱۴ تا ۲۰۱۶ نقش اصلی Seb Crossley را در سریال کانال دیزنی Evermoor ایفا کرد. در ادامه حضورهای بعدی مانند سریال در بدلندز نقش ایفا کرد.
بزرگترین نقش او تا به امروز ایفای نقش بنجی در سریال عشق، ویکتور از هولو است که از ژوئن سال ۲۰۲۰ بازی می‌کند. سریال اسپین آف، فیلم با عشق، سایمون توسط بازیگر نیک رابینسون و دیگران تولید شده‌است و در مورد ویکتور است که وقتی با گذشت زمان متوجه شد قلبش برای همکلاسی بنجی می‌تپد باید با گرایش جنسی خود کنار بیاید.

## فیلم‌شناسی
| سال ساخت  | عنوان فیلم      | یاداشت            |
| --------- | --------------- | ----------------- |
| ۲۰۰۹      | "the Bill"      | (سریال، ۲ قسمت)   |
| ۲۰۱۳–۲۰۱۴ | Friday Download | (سریال، ۹ قسمت)   |
| ۲۰۱۴–۲۰۱۶ | Evermoor        | (سریال، ۲۴ قسمت)  |
| ۲۰۱۵      | up all night    |                   |
| ۲۰۱۷      | اراده           | (سریال، ۲۷ قسمت)  |
| ۲۰۱۸      | در بدلندز       | (سریال، ۳ قسمت)   |
| ۲۰۲۰      | Alex Rider      | (سریال، ۵ قسمت)   |
| ۲۰۲۰-۲۰۲۲ | با عشق، ویکتور  | (سریال، نقش اصلی) |